# 策爾戰役
策爾戰役（羅馬化：Cerska bitka）是1914年8月奧匈帝國與塞爾維亞之間爆發的一場軍事行動，也是第一次世界大戰最初的一場戰役。
這場戰役是奧匈帝國入侵塞爾維亞的一部分，戰場位於策爾山周邊與沙巴茨附近的地域。1914年8月15日，塞爾維亞第1聯合師遭遇試圖在策爾山設置前哨的奧匈軍，衝突隨後擴大為對附近村鎮及主要城鎮薩巴茨的爭奪戰。8月19日，士氣崩盤的奧匈軍倉皇撤退，不少官兵在德里納河落水溺斃；塞爾維亞軍隊於8月24日進駐沙巴茨，戰鬥以塞爾維亞方面勝利落幕，這也是協約國在第一次世界大戰中的首勝，首次空中纏鬥也在此次戰役中發生。
在10天的戰鬥中，塞爾維亞方面有3,000至5,000名官兵陣亡，約15,000人負傷；奧匈方面估計有6,000至10,000人戰死，30,000人負傷，另外尚有4,500人被俘。

## 背景

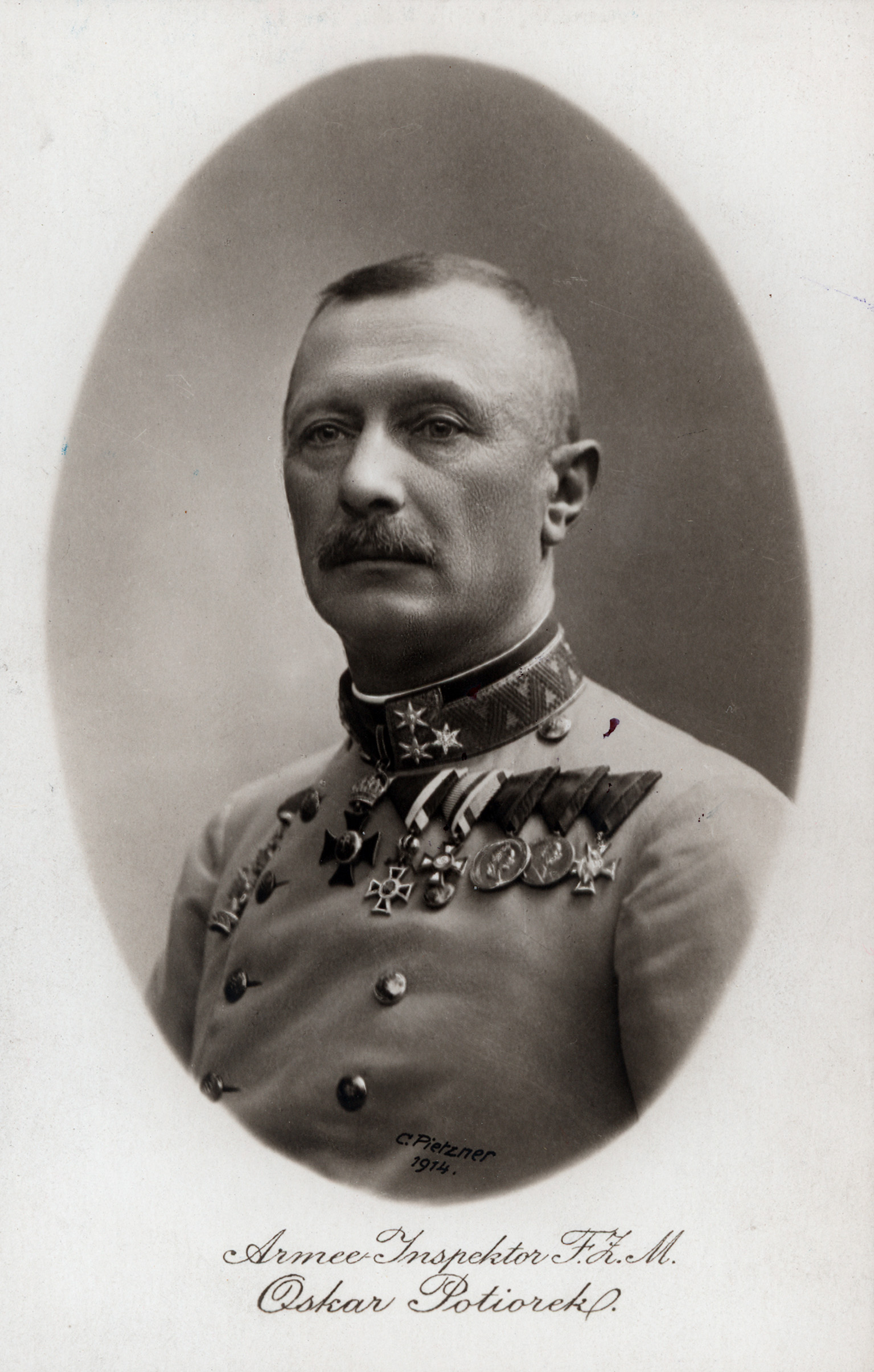
奧斯卡·波蒂奧雷克上將，策爾戰役中的奧匈帝國指揮官，同時也是奧匈帝國的波士尼亞總督

自1903年五月政變以來，奧匈帝國與塞爾維亞的外交關係嚴重惡化，新任國王佩塔爾一世選擇交好俄國，防止要匈帝國進一步的蠶食。在1906年的豬戰爭中，奧匈帝國關閉邊境並禁止塞爾維亞的農產品出口；而在1908年更是無視柏林會議的保證，片面宣布兼併了具有大量塞爾維亞人口的波士尼亞與赫塞哥維納，阻礙塞爾維亞在當地的擴張，幾乎造成雙方兵戎相見，但因塞爾維亞的盟友俄國尚未從日俄戰爭中恢復元氣，使得塞爾維亞被迫忍氣吞聲。奧匈帝國總參謀長弗朗茲·康拉德·馮·赫岑多夫更宣稱，若塞爾維亞與奧匈帝國開戰，奧匈軍只要三個星期便能踏平塞爾維亞。
波士尼亞危機同時敲響了鄂圖曼土耳其的喪鐘，包含塞爾維亞在內的巴爾幹諸國發起巴爾幹戰爭，幾乎瓜分了土耳其的歐洲領土。塞爾維亞雖然奪下科索沃與馬其頓，但取得出海口的目標又被奧匈帝國干預而落空，阿爾巴尼亞則獲得獨立。
1914年6月28日，狂熱的波士尼亞塞族民族主義者加夫里洛·普林齐普在塞拉耶佛刺殺了奧地利王儲弗朗茨·斐迪南大公，引發七月危機。奧匈帝國於7月23日向塞爾維亞提出最後通牒，指控貝爾格勒方面策劃了這起暗殺事件。最後通牒的十項條件相當嚴苛，意在挑起戰端，塞爾維亞在最後關頭勉為其難的同意其中八項，但箭在弦上的奧匈帝國仍於7月28日宣戰。同日，塞爾維亞軍隊自行拆毀薩瓦河與多瑙河上的橋樑，以免遭到敵軍所奪；奧匈軍則在次日展開砲擊，第一次世界大戰於焉爆發。
1914年8月上旬，奧匈軍隊對塞爾維亞展開第一波入侵，由第5軍團指揮官、波士尼亞總督奧斯卡·波蒂奧雷克砲兵上將主持進攻塞爾維亞的行動。波蒂奧雷克在塞拉耶佛事件中負責斐迪南大公的保安，卻依然發生憾事，為此更急於立功折罪。奧匈軍隊擁有更好的步槍，機關槍與野戰砲數量是塞爾維亞的兩倍，彈藥庫存也相當充裕，交通運輸與工業基礎更是遠勝對方，波蒂奧雷克認為奧匈軍將會輕易擊敗塞爾維亞，他甚至蔑稱敵方官兵為「豬農」（Pig Farmers）。
儘管奧匈方面宣稱將投入至少30萬兵力，但實際參戰的官兵數量遠少於此，由於加利西亞前線吃緊，奧匈第2軍團主力被迫臨時北調，使得南線的奧匈軍少了三分之一的兵力，且做為主力的第5軍團有40%官兵由南斯拉夫裔組成，忠誠度相當可疑。
塞爾維亞方面由王儲亞歷山大掛名統籌，實際上由參謀總長拉多米爾·普特尼克元帥指揮，他曾參與塞爾維亞獨立以來的所有戰爭，在巴爾幹戰爭中享譽盛名。塞爾維亞方面充分動員了45萬人，共編成4個軍團、18萬人迎戰來犯的奧匈軍，做為主力的第1、第2、第3軍團分別由佩塔爾·博約維奇、斯捷帕·斯捷潘諾維奇、帕夫勒·尤里希奇·史圖姆分別指揮。
由於巴爾幹戰爭的損傷尚未復原，當時有9萬名塞爾維亞官兵傷亡，影響了塞軍的戰力，且塞爾維亞方面苦於裝備補給不足、新領土的不穩定，以及保加利亞、阿爾巴尼亞的騷擾。塞爾維亞方面尤其缺乏砲兵，彈藥庫存需仰賴進口；許多臨時徵召的新兵只能使用老朽的槍枝，連基本的制服、軍靴都沒有，頂多只能分到一件大衣和一頂小帽充數。據估計，動員後的塞爾維亞軍隊仍有5萬人毫無裝備可用。然而經過巴爾幹戰爭的洗禮，塞爾維亞官兵普遍具有戰鬥經驗，訓練程度高於對手；儘管缺乏重武器，卻也因此獲得更好的機動力。

## 戰鬥過程

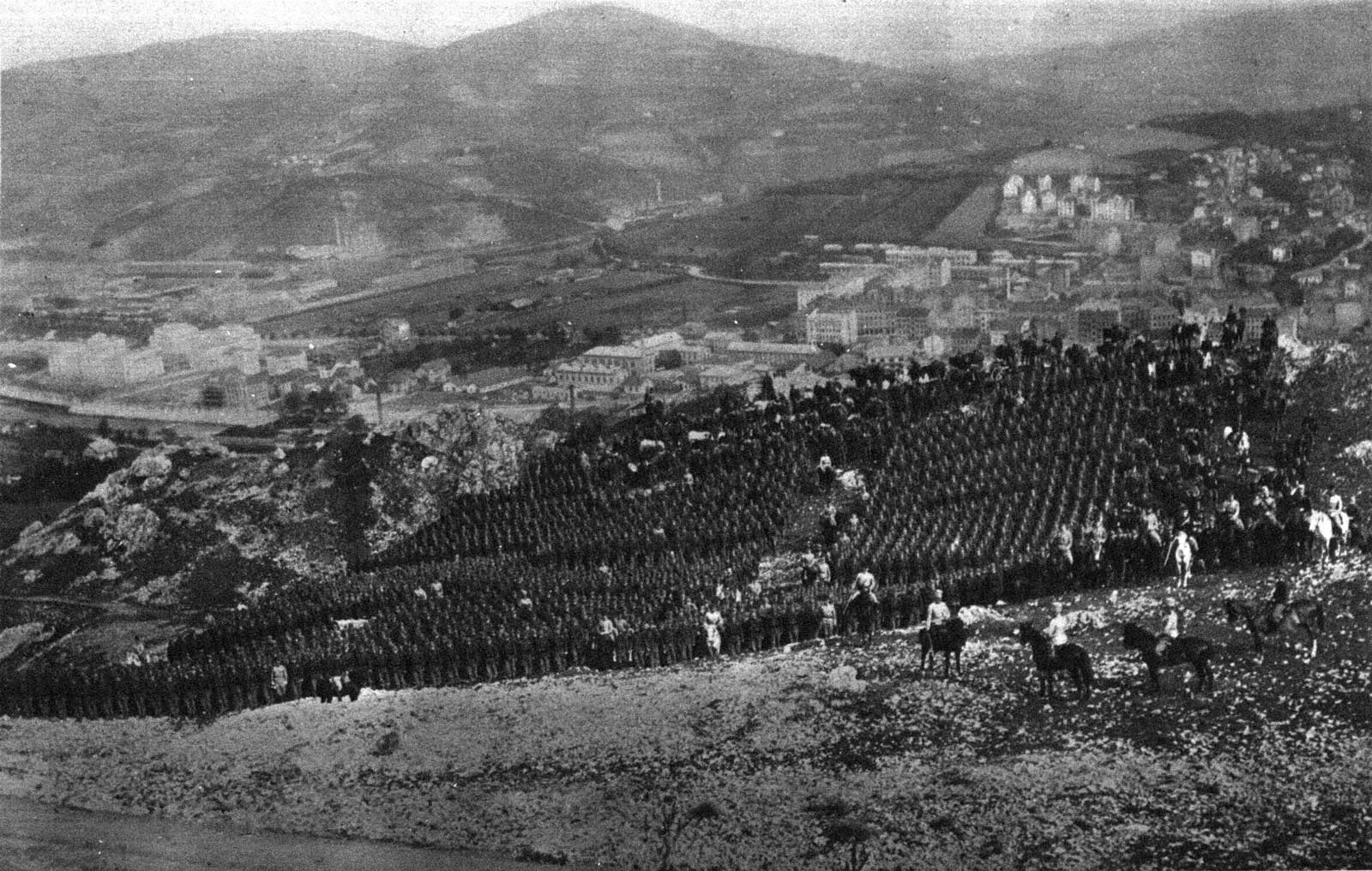
在塞拉耶佛集結，準備進軍塞爾維亞的奧匈軍隊。

### 前奏
從7月29日至8月11日，奧匈軍在塞爾維亞邊境發動一系列砲擊，同時在薩瓦河與德里納河上搭建浮橋。塞爾維亞方面深知長達550公里的邊界難以防禦，普特尼克決定將部隊集中於舒馬賈地區，以利迅速向北或向西支援；此外在瓦列沃與烏日策都佈署了強大的分遣隊，每個邊境要地也建立哨站，塞爾維亞方面已經嚴陣以待。
8月上旬，奧匈軍持續轟炸貝爾格勒、斯梅代雷沃、大格拉迪什泰等城鎮，但幾次越過多瑙河的嘗試都以失敗收場，並蒙受不小的損傷。塞爾維亞方面判斷奧匈軍主力第5軍團位於波士尼亞，多瑙河的砲擊只是引誘，因此德里納河一帶的防禦至關重要。正如普特尼克所料，奧匈軍於8月12日強渡德里納河，佔領邊境小鎮洛茲尼察，同時第13軍進入列斯尼察、第4軍在北邊越過薩瓦河，沙巴茨很快失守 。到8月14日，奧匈軍底經抵達了瓦列沃，第2軍團與第5軍團指揮部也進駐不設防的貝爾格勒，但他們即將面對3個塞爾維亞軍團的圍攻，普特尼克在8月15日展開反擊。

### 戰鬥
8月15日23時，塞爾維亞第1聯合師在策爾山的山坡上發現了奧匈軍的哨所，這場接觸戰以塞軍勝利落幕，奧匈軍在混亂中被擊退。隨著戰鬥進行，塞軍佔領了迪瓦察嶺（Divača Range），再將波里諾村（Borino Selo）的奧匈守軍逐出。在16日的戰鬥中，奧匈第21步兵師敗下陣來，與沙巴茨的第2軍團失去聯繫並陷入混亂。
8月17日，塞軍試圖反攻沙巴茨但功敗垂成，只奪回了幾個周邊的村莊；而奧匈軍則擊退了塞爾維亞第3軍團的攻擊，並迫使其抽調一部份兵力回防瓦列沃，阻止奧匈第42山地師的威脅。
8月18日清晨，奧匈軍展開下一波攻擊，企圖將擋在沙巴茨橋頭堡的第1舒馬賈師（1st Šumadija Division）擊退，讓第5軍團可以繼續前進，卻遭到塞軍的強力阻擊，在多布拉瓦河（Dobrava River）的敗退使奧匈軍被迫後撤。同時，塞爾維亞第2軍團和第1聯合師正朝策爾山的科薩寧鎮（Kosanin Grad）發動猛攻，奧匈第9步兵師堅守了一整天，仍在19日早上被擊敗，塞爾維亞的第1摩拉瓦河師（1st Morava Division）奪下這個制高點。奧匈第4軍持續攻擊舒馬賈師，儘管迫使其戰術撤退，但已無法支援受困於策爾山周邊的奧匈軍。

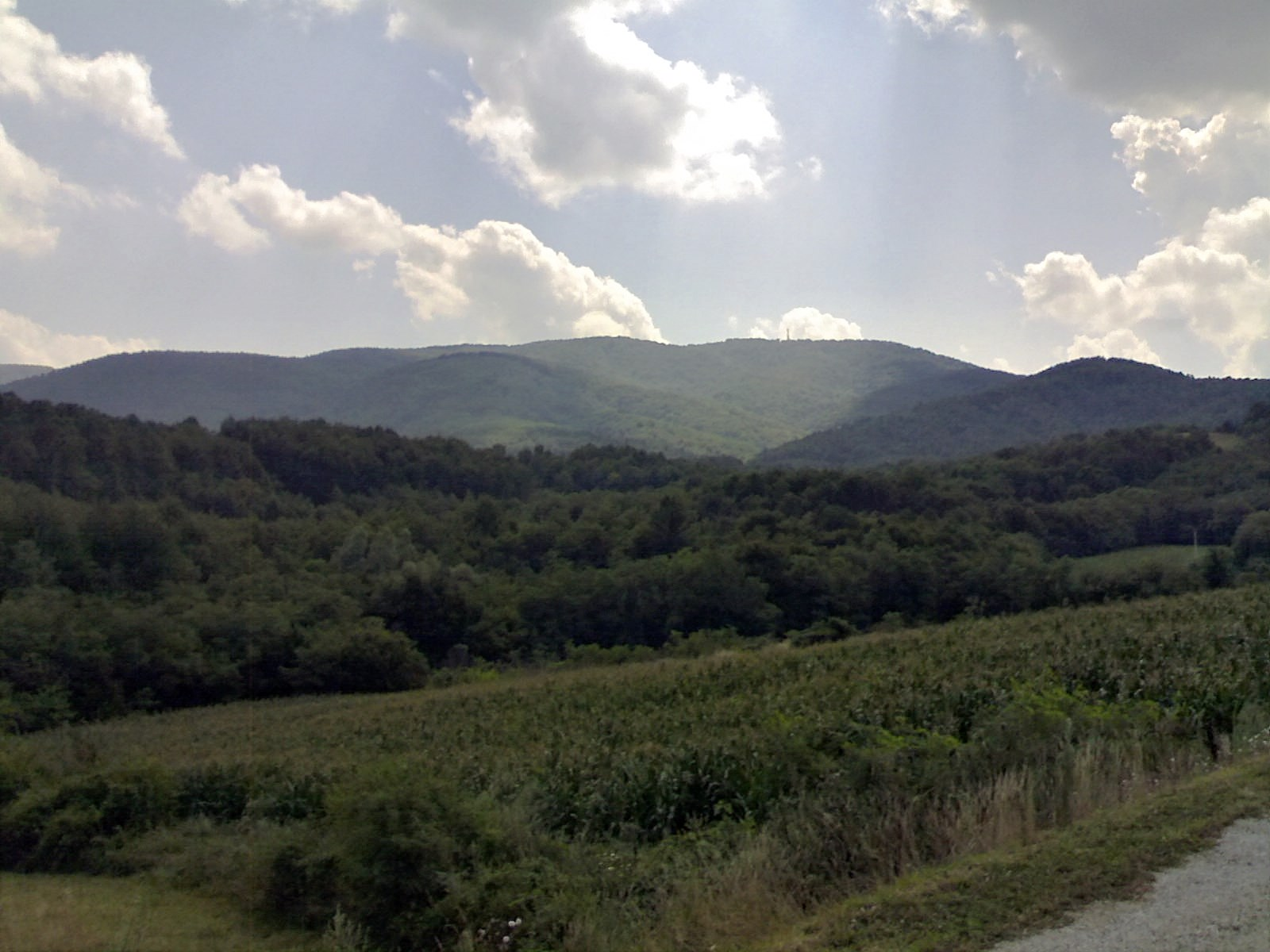
塞爾維亞西北部的策爾山。

19日中午，塞爾維亞第1聯合師與第1摩拉瓦河師繼續反擊，接連收復列斯尼察附近的多座村莊，奧匈軍的士氣大受打擊，後撤變成潰退；奧匈第36步兵師也在塞爾維亞第3軍團的壓力下崩潰，與先前撤退的友軍撞在一起，造成混亂加劇。20日，大部分奧匈軍已經退回德里納河西岸，塞軍依然窮追不捨，許多搶著過河的奧匈軍官兵甚至在驚惶中落水溺斃。塞爾維亞方面宣稱奧匈軍在嚴重的混亂中大敗而逃，普特尼克亦向國王發出捷報，指出「敵軍主力在亞達爾河（Jadar River）與策爾山被擊敗，我軍正在積極追擊」。
在策爾山取勝後，塞軍繼續攻擊沙巴茨，於23日完成包圍並準備展開砲擊。當塞軍於24日入城時，才發現奧匈軍已在前一晚撤走。當天下午4時，塞軍抵達薩瓦河畔，宣告奧匈軍對塞爾維亞的第一次入侵遭到終結。

## 傷亡
奧匈與塞爾維亞雙方在戰鬥中同樣損失慘重。史家對奧匈軍損失的估計有所不同，大衛·喬丹（David Jordan）認為奧匈軍損失37,000人，其中7,000人陣亡。米夏·格倫尼認為約有30,000奧匈官兵受傷，6,000至10,000人陣亡。查爾斯·霍恩主張奧匈軍有8,000人戰死、30,000人負傷，另外失去了46門火砲、30挺機槍及140輛彈藥車。大衛·史蒂文森則提及尚有4,500名奧匈官兵被俘。
對塞爾維亞的估計同樣出現些許差異，霍恩與喬丹都指出約有3,000名塞爾維亞官兵陣亡、15,000人受傷；格倫尼則估計有3,000至5,000人戰死。法國記者亨利·巴比則寫道：
發生惡戰的策爾山與亞達爾河之間只剩下大量的墳塚與腐肉，樹蔭中殘留的惡臭太過驚人，根本沒人敢接近策爾山山頂一步......由於遺體實在太多，忙著整備的第2軍團根本沒時間好好收葬他們。
雙方同樣犯下了可怕的暴行，勞倫斯·桑德豪斯（Lawrence Sondhaus）指稱，奧匈軍指控塞爾維亞居民襲殺他們的官兵，為此毫無紀律的處決了數百位塞族男性，許多婦女和孩童也遭到強暴，桑德豪斯歸咎於奧匈帝國官方刻意煽動的民族仇恨。不少受害者是被迫為奧匈軍服務的當地人，卻在潰退中遭到報復性屠殺。塞爾維亞的史圖姆將軍記述道：
奧匈軍隊在我們的領土上犯下可怕的暴行，在克里瓦伊卡（Krivajica）的一家旅店中，有19個人（男人、女人、小孩）被綁在一起殺害。在札夫拉卡（Zavlaka）也有15個人同樣遇害。不少村莊都發現了被毀容後殺死的婦女和兒童，有個女人的皮膚被剝下，另一個則被割去乳房，還有12個女人和兒童被綁在一起殺死。農民們說，到處都有這樣的景況。

## 影響

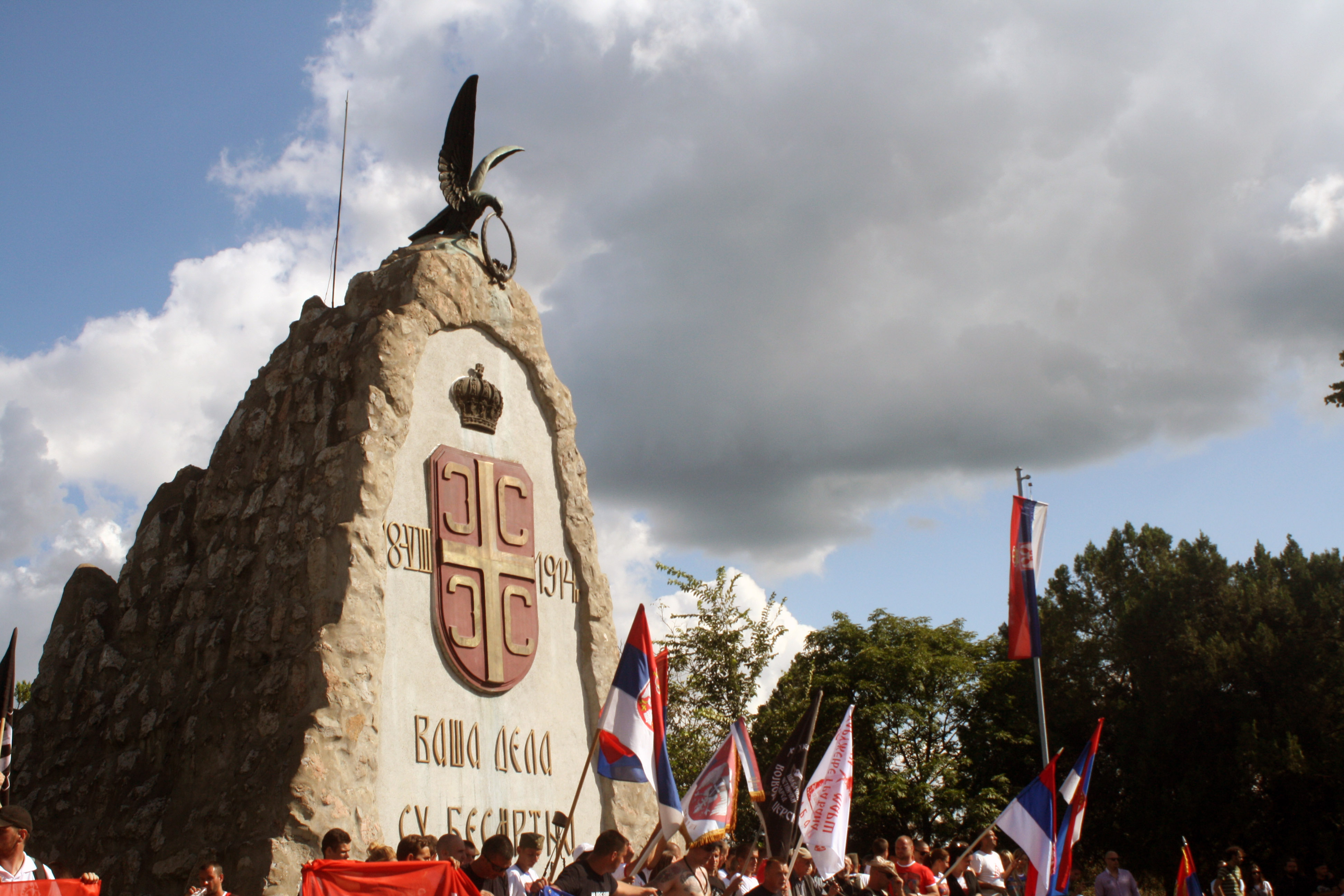
位於策爾山的策爾山紀念墳塚，1928年建立，攝於2014年戰役100周年。

儘管塞爾維亞人擋下了奧匈軍的攻勢，塞爾維亞第2軍團指揮官斯捷潘諾維奇以戰功晉升為元帥（Vojvoda），但他們在戰鬥中消耗了大量彈藥，至少需要650萬枚子彈和35,000枚砲彈補充。不死心的波蒂奧雷克很快捲土重來，在9月份發動第二波入侵，但條件是「不得重蹈覆轍並導致進一步的失敗」，策爾戰役的失敗已經嚴重打擊了奧匈軍的士氣。
第一次世界大戰的首場空戰即發生於策爾山上空，塞爾維亞飛行員米奧德拉格·托米奇在執行空中偵察任務時遭遇奧匈軍的飛機，對方飛行員掏出手槍朝他射擊，但被托米奇脫逃。幾周之後，雙方的飛機都裝上了機槍。
策爾戰役是第一次世界大戰中協約國的首次勝利，引起了全世界對塞維亞的關注，不少旅外的塞族人開始回鄉參戰，或提供各類支援。英國輿論湧現同情塞爾維亞的聲浪，義大利則有意仿效塞爾維亞的勝利，加入協約國一邊作戰。
塞爾維亞作曲家斯坦尼斯拉夫·比尼茨基為此譜寫了《向德里纳河进军》進行曲，獻給他最欣賞、但隨後在戰鬥中殉國的米利沃耶·斯托亚诺维奇上校。南斯拉夫在1964年的同名電影《進軍德里納河》同樣基於這場戰鬥改編。

## 註腳
1. 1 2  Pavlowitch 2002，第94頁.
2. 1 2 3 4 5 6  Jordan 2008，第28頁.
3. ↑  Mulligan 2010，第64頁.
4. ↑  Fischer 2011，第8頁.
5. 1 2  Bideleux & Jeffries 2007，第236頁.
6. 1 2  Strachan 2001，第335頁.
7. ↑  Jordan 2008，第16頁.
8. ↑  Jordan 2008，第17頁.
9. ↑  Palmer 2010，第93頁.
10. ↑  Neiberg 2006，第54頁.
11. 1 2  Stevenson 2004，第59頁.
12. ↑  Griffiths 2003，第57頁.
13. 1 2 3  Stevenson 2004，第60頁.
14. ↑  Hall 2010，第28頁.
15. 1 2  Jordan 2008，第20頁.
16. ↑  Jordan 2008，第21頁.
17. ↑  Tucker & Roberts 2005，第605頁.
18. 1 2 3  Glenny 2012，第314頁.
19. ↑  Horne 2005，第4–5頁.
20. 1 2  Horne 2005，第5頁.
21. ↑  Thomas 2001，第4頁.
22. 1 2 3  Glenny 2012，第315頁.
23. ↑  Jordan 2008，第26頁.
24. 1 2  Jordan 2008，第27頁.
25. 1 2  Mitrović 2007，第69頁.
26. 1 2 3 4  Horne 2005，第7頁.
27. 1 2 3 4 5 6 7  Glenny 2012，第316頁.
28. ↑  Glenny 2012，第315–316頁.
29. ↑  Sondhaus 2011，第81頁.
30. ↑  Horne & Kramer 2001，第79頁.
31. ↑  Hickey 2002，第38頁.
32. ↑  Sondhaus 2011，第82頁.
33. ↑  Mitrović 2007，第73–74頁.
34. ↑  Mitrović 2007，第73頁.
35. ↑  Radan & Pavković 1997，第126頁.
36. ↑  Jordan 2008，第29頁.
37. ↑  Buttar 2014，第298頁.
38. 1 2  Mitrović 2007，第104頁.
39. ↑  Mitrović 2007，第105頁.
40. ↑  Glas Javnosti & 3 March 2003.
41. ↑  B92 & 28 June 2011.